# Volcán Oyameyo
Volcán Oyameyo är en vulkan i Mexiko.   Den ligger i delstaten Distrito Federal, i den sydöstra delen av landet, 29 km söder om huvudstaden Mexico City. Toppen på Volcán Oyameyo är 3 314 meter över havet.
Terrängen runt Volcán Oyameyo är huvudsakligen lite bergig. Runt Volcán Oyameyo är det mycket tätbefolkat, med 2 431 invånare per kvadratkilometer. Närmaste större samhälle är Xochimilco, 12,1 km nordost om Volcán Oyameyo. I omgivningarna runt Volcán Oyameyo växer huvudsakligen savannskog.